# 傑奎琳·考克倫

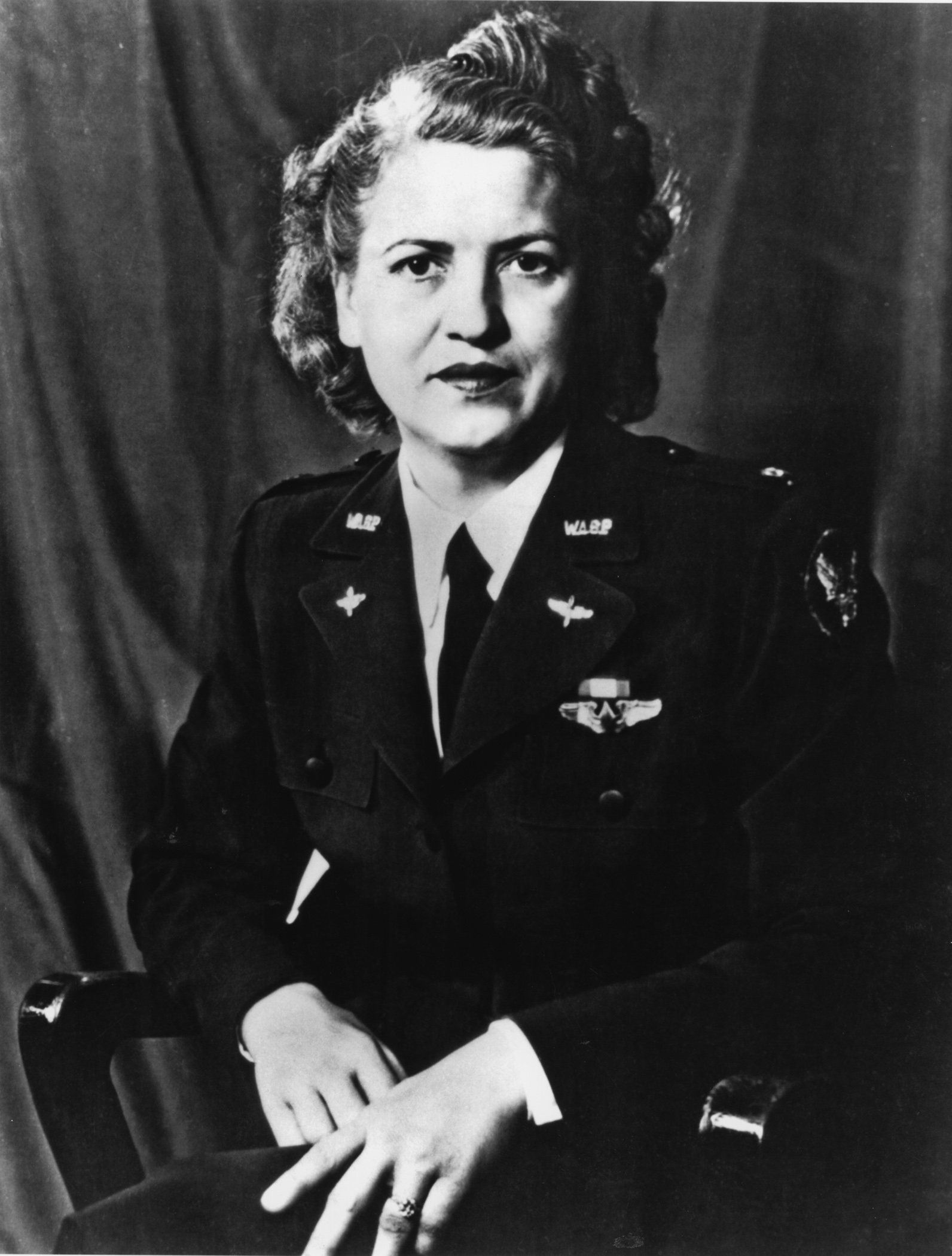
杰奎琳·考克伦

杰奎琳·「賈姬」·考克伦（Jacqueline "Jackie" Cochran，1906年5月11日—1980年8月9日），原名貝西·李·彼得曼（Bessie Lee Pittman），美國女飛行員，美國空軍退役上校。1953年5月18日，傑奎琳·考克倫成為第一位駕駛飛機超越音障的女性。

## 生平
考克倫生在佛羅里達州馬斯科吉（Muscogee），是彼特曼家收养的五个孩子中最小的一个。小时候家庭条件很不好，8岁时就到棉织厂做工，每小时只有6美分。之后她开始学习怎样成为一名护士，之后她决定成为一名美发师。最初只是在南方幾个美发屋做工，后来她决定去纽约，并且在一个高级美发屋工作。